# برادران واسیلیف
برادران واسیلیف (روسی: Георгий Николаевич Васильев) لقب دو کارگردان و فیلم‌نامه‌نویس روس به نام‌های سرگئی واسیلیف (۱۹۰۰ – ۱۹۵۹) و گئورگی واسیلیف (۱۸۹۹ – ۱۹۴۶) است که همکاری‌های مشترکی با هم داشتند.
این دو هنرمند هیچ‌گونه نسبت خانوادگی با هم ندارند و تنها، نام خانوادگی‌شان با یکدیگر مشابه است؛ اما خودشان هم به سبب دوستی و همکاری نزدیکی که با هم داشتند، این لقب را پذیرفتند و در عنوان‌بندی فیلم‌هایشان از آن استفاده کردند.